# Hililaora
Hililaora is een bestuurslaag in het regentschap Nias Selatan van de provincie Noord-Sumatra, Indonesië. Hililaora telt 700 inwoners (volkstelling 2010).